# 에스트로겐

에스트리올. 히드록실기(-OH) 두개 가 D 고리(가장 오른쪽 고리)에 붙어있다.

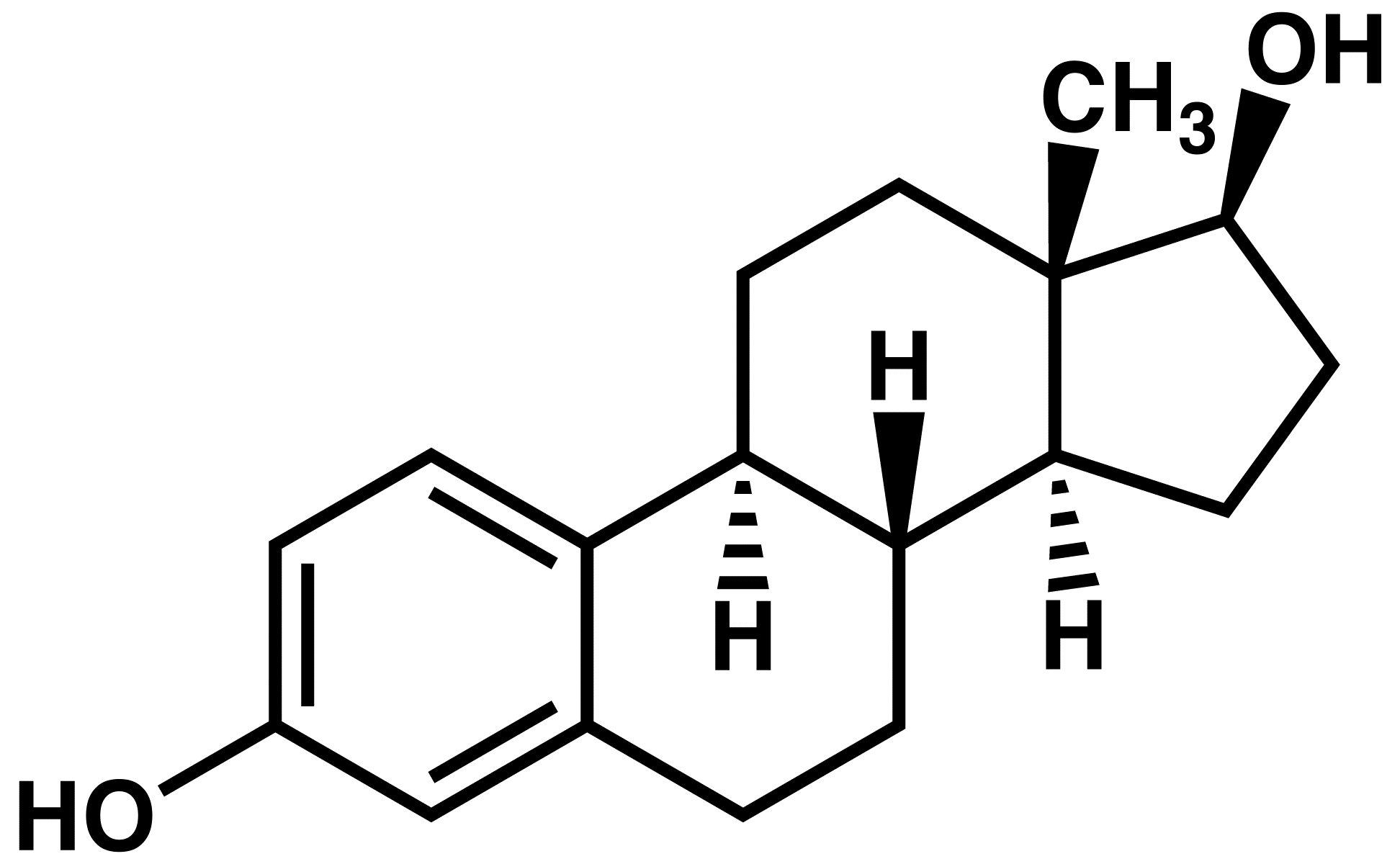
에스트라디올. 히드록실기 한개가 D고리에 붙어있다. 한개씩 양쪽 끝에 붙어있어 에스트라'디di'올이다.

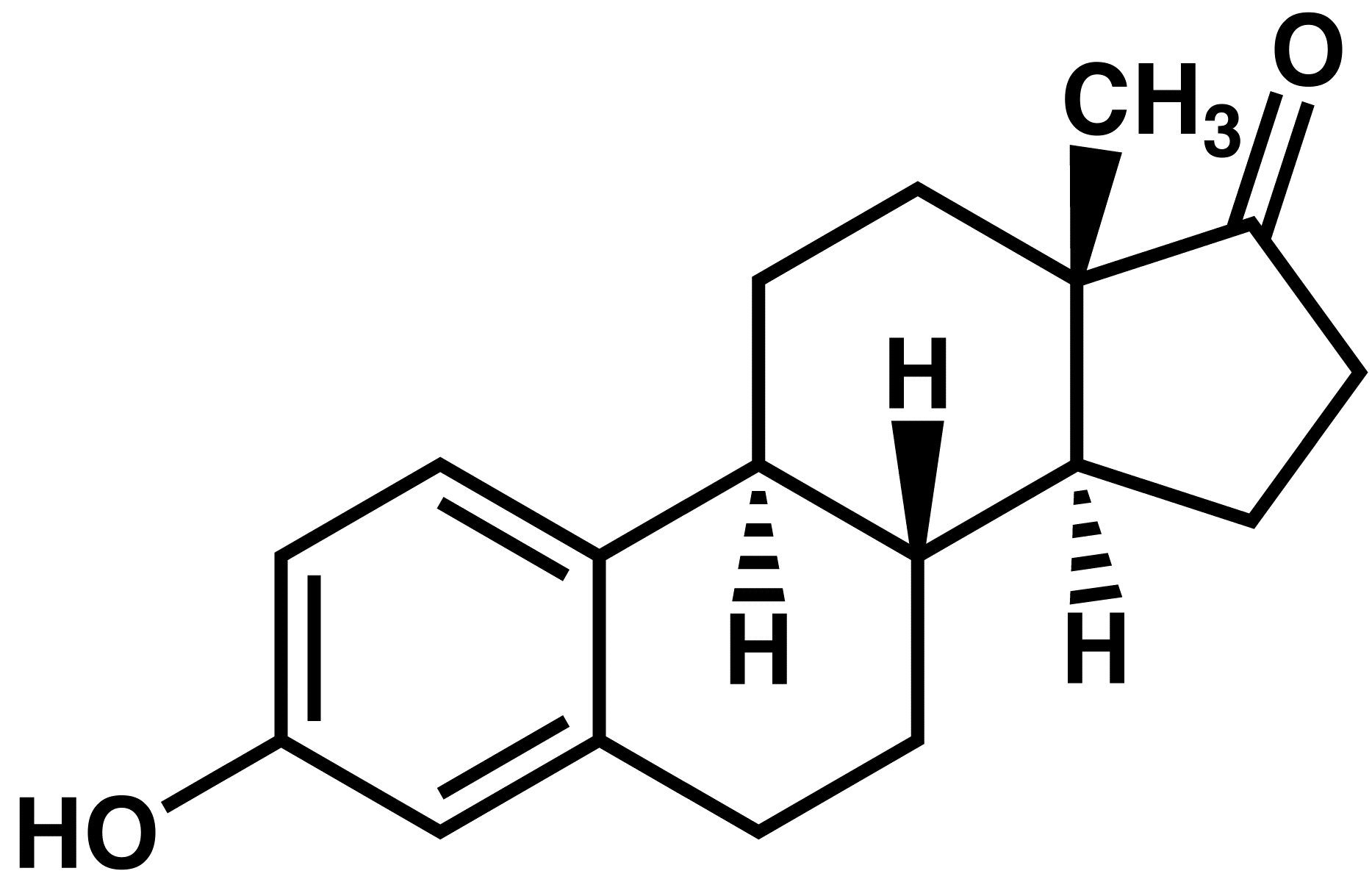
에스트론. 케톤기(=O)가 D고리에 붙어있다

에스트로겐(미국 영어: estrogen, 영국 영어: oestrogen) 또는 에스트로젠은 스테로이드 화합물의 모임으로 여러 종류가 있으며, 여성의 성 호르몬 중 가장 중요한 역할을 한다. 발정 주기(estrous cycle)의 개입으로 붙여진 이름이다.
에스트로겐은 여성 월경의 에스트로겐 대체 요법과 성전환 여성의 호르몬 대체 요법에서 의약품의 일부로 쓰인다.
다른 스테로이드 호르몬들과 같이, 에스트로겐은 세포막을 잘 투과한다. 세포 안에서 에스트로겐 수용체와 반응한다.

## 종류
여자가 자연적으로 만드는 에스트로겐은 크게 세 종류를 들 수 있다. 에스트라디올, 에스트리올, 에스트론이다. 몸에서는 안드로겐으로부터 효소 반응을 통해 생성된다.
- 초경부터 월경 휴지기까지의 일차적인 에스트로겐은 에스트라디올이다. 폐경기 이후에는 에스트론이 더 많다.
- 에스트라디올은 테스토스테론에서 만들어지며 에스트론은 안드로스테네디온에서 만들어진다.
- 에스트론은 에스트라디올보다 약하다.

가장 흔한 에스트로겐 약인 프레마린에 들어 있는 성분은 에스트론 황화합물과 스테로이드게 에스트로겐인 에퀼린과 에퀼레닌이다. 많은 자연적, 인공적인 화합물도 에스트로겐의 기능을 하는 것으로 알려져 있다. 이들 중 인공적인 화합물은 크세노에스트로겐이라고 부르며, 식물에서 만든 화합물은 피토에스트로겐, 균류에서 만드는 것은 미코에스트레겐이라고 부른다. 이들은 포유류에서 만드는 에스트로겐과는 달리, 스테로이드가 아닌 경우도 있다.

## 기능
에스트로겐은 남자와 여자 모두 가지고 있지만, 보통 여성이 생식 가능할 때 많이 생긴다. 2차 성징, 예를 들면 가슴의 발달에 큰 기여를 하며, 자궁 내막을 두껍게 하는 등 월경 주기에 역할을 한다. 남자에게는 에스트로겐이 정자가 자라는 데 영향을 미치는 등 생식에 중요한 역할을 하며, 건전한 성적 욕구를 위해서도 필요하다.. 다른 몸의 많은 부분의 발전도 에스트로겐의 영향을 받는데 다음과 같다.
- 구조
  - 여성의 2차 성징의 생성과 발달
  - 키가 크게 한다.
  - 성장판을 닫히게 한다.[7]
  - 물질대사 기능, 특히 지방을 태운다.accelerate metabolism (burn fat)
  - 근육의 무게를 줄인다.
  - 자궁 내막이 자라도록
  - 소변 기관의 발달
  - 혈관과 피부 유지보수.
  - 뼈 흡수를 줄이고 뼈를 만든다.
  - morphic change (endomorphic -> mesomorphic -> ectomorphic)
- 단백질 생성.
  - 간에서 생성되는 binding proteins을 생산한다.
- 응고
  - 응고 계수를 높인다: 2, 7, 9, 10, antithrombin III, plasminogen
  - 혈소판 응고력을 높인다.
- 지방
  - 고밀도 리포테인(HDL), 트리글리세리드(triglyceride)를 높이고, 키가 크도록
  - 저밀도 리포테인(LDL)을 줄이고, 지방을 분해한다.
- 체액의 균형
  - 염분과 수분을 유지
  - 성장 호르몬을 높인다.
  - 코티졸, SHBG을 높인다.
- 소화계
  - reduce bowel motility
  - increase cholesterol in bile
- 멜라닌
  - 페오멜라닌을 높이고 유멜라닌을 줄인다.
- 암
  - 호르몬 민감 유방암을 돕는다.
- 허파
  - 알베올리(alveoli)를 높여 허파의 기능을 높인다.[8].

반면에 성적 욕구는 에스트로겐보다는 안드로겐에 관계가 더 많은 것으로 알려졌다.

### 암에 대한 역할
80%의 유방암은 에스트로겐 호르몬의 영향을 받는다. 유방암은 호르몬 민감성이거나 호르몬 수용체 양성 암이다. 따라서 유방암 치료는 에스트로겐의 양을 줄이는 것이 중요하다.

## 같이 보기
- 환경 호르몬
- 안드로겐
- 도파민
- 세로토닌
- 우울증
- 방향화효소